# Niceta de Remesiana
Niceta de Remesiana (n. cca. 335 – d. 414) a fost episcop al orașului antic Remesiana din provincia romană, Dacia Mediterranea (astăzi orașul Beala Palanka, Serbia),  sfânt în Biserica Catolică și Biserica Ortodoxă.
Numele Niceta este confundat adeseori cu Niceta Gotul, sfânt de asemenea în calendarul ortodox.

## Biografie
În Martirologiul Roman, avem două mențiuni: una pe 7 ianuarie, celaltă pe 22 iunie.
Prima:
În Dacia, sfântul Niceta, episcop; prin propovăduirea Evangheliei a preschimbat neamuri cumplite și barbare, în popoare dulci și blânde († pe la 414). Mențiunea apare și în lucrări cu caracter istoric.
A doua: Întru aceeași zi, sfântul Niceta, episcopul Remesianei, vestit datorită științei și curăției moravurilor sale († pe la 414). În plus, martirologiul ieronimian are o însemnare pe data de 22 iunie: punerea [în raclă, etc.] sfântului Niceta, episcopul cetății Remesiana.
Episcopul Flor de Lyon va remarca mai târziu că ar fi vorba despre aducerea moaștelor unuia și aceluiași personaj; probabil că moaștele lui Niceta au fost puse lângă cele ale prietenului său, Paulin de Nola, care se sărbătorește pe 22 iunie.
Din cauza unei confuzii cu Niceta Gotul, sinaxarele bizantine românești, pentru început cele din diaspora, îl pomenesc pe Niceta de Remesiana pe 15 septembrie. Alte sinaxare românești mari recente îl pun pe 24 iunie.
Nu se știe mult despre Niceta. Este posibil să fi fost episcopul Remesianei, actuala Beala-Planka, pe râul Nišava, între Niš și Pirot, în Dacia Mediterranea. Despre Niceta de Remesiana vorbesc Paulin de Nola, Germiniu de Sirmium pe la 366 și Inocențiu I, Papa Romei în 402 și 414. Aceasta ne dă de gândit că Niceta putea să fi fost episcop pe o perioadă de aproximativ 50 de ani.
Niceta a ajuns în Italia cel puțin de două ori, eventual în 398 și 401-402. A fost găzduit de prietenul său sfântul Paulin de Nola, care i-a dedicat două poeme în strofe safice, Carmen XVII și XXVII și care menționează de altminteri un Niceta în Epistula 29. Din aceste texte aflăm că Niceta îi învăța pe barbari să «îl cânte pe Christos cu o inimă romană», ceea ce aparent dovedește latinitatea personajului.
Din opera sfântului Niceta se păstrează șase cateheze adresate catehumenilor, precum și câteva scrieri pastorale. Începând cu Germain Morin, liturgiștii moderni îi atribuie tot lui Niceta imnul  Te Deum laudamus, despre care se credea a fi fost opera sfântului Ambrosiu de Milan. Descoperirea acestei paternități nicetane a determinat introducerea imnului Te Deum, însoțit de câteva ectenii și tropare, în ritul bizantin românesc (ortodox și greco-catolic).
Conceptul modern de «biserică domestică» ne vine tot de la sfântul Niceta, din omilia la Exod, scrisă în 420, din care aflăm că în Biserica păstorită de el euharistia avea loc în case, într-o încăpere pusă la dispoziție de către familii care se adunau în grupuri mici, împreună cu un preot, pentru cultul duminical.

## Controverse
Discutarea locurilor în care Niceta și-a desfășurat activitatea de misionar a dus la controverse. Au apărut astfel două teorii divergente:
Prima teorie este susținută de istorici ca Nicolae Iorga, Constantin C. Giurăscu și Radu Vulpe și afirmă că evanghelizarea s-a realizat atât la nord cât și la sud de Dunăre și se bazează pe relatările sfântului Paulin de Nola. Paulin a arătat că Niceta a propovăduit Evanghelia în Dacia folosind termeni legați de geografie precum Tomis, Bessi, Scytha, Getae, „uterque Dacus” și „Riphaeis Boreas”.
A doua teorie contrazice opinia istoricilor specificându-se că evanghelizarea s-a produs numai la sud de Dunăre.
Philippe Blasen a scris că nu crede că există vreo dovadă că Niceta ar fi fost un episcop misionar, nici la barbari în general, nici la daci în particular (un argument care, în trecut, a fost adeseori folosit de naționaliștii români pentru a îl declara pe Niceta drept sfânt român); textele lui Paulin de Nola trebuie mai degrabă înțelese în contextul motivelor poetice pe care un poet latin clasic le folosea obligatoriu. Descrierea barbarilor și dacilor la Paulin este cu siguranță datorită operei lui Ovidiu, singurul poet care în Antichitate a descris regiunea daco-getică.
Paulin de Nola spune despre Niceta: «Ne-a sosit din Dacia, în ziua prăznuirii sfântului Felix, căci a venit ca să cinstească moaștele episcopului nostru sfânt, și i-a uimit pe romani».